# Новотроїцьк (Солтонський район)
Новотро́їцьк (рос. Новотроицк) — село у складі Солтонського району Алтайського краю, Росія. Входить до складу Сузопської сільської ради.

## Населення
Населення — 161 особа (2010; 157 у 2002).
Національний склад (станом на 2002 рік):
- росіяни — 99 %